# Killer Karl Kox
Herbert Alan Gerwig, maggiormente conosciuto con il ring name Killer Karl Kox (Baltimora, 26 aprile 1931 – Las Vegas, 10 novembre 2011), è stato un wrestler statunitense.

## Biografia

### Carriera
Lottò come lottatore heel nella National Wrestling Alliance e in altre federazioni internazionali quali All Japan Pro Wrestling, International Wrestling Alliance e World Championship Wrestling durante gli anni sessanta e settanta.

### Morte
Il 10 novembre 2011, Kox è morto all'età di ottant'anni a causa di un infarto e un colpo apoplettico occorsogli circa tre settimane prima.

## Personaggio
Mosse finali
- Brainbuster
- Inverted suplex

## Titoli e riconoscimenti
- All Japan Pro-Wrestling
  - NWA International Tag Team Championship (1) - con Cyclone Negro

- Central States Wrestling
  - NWA Central States Heavyweight Championship (1)
  - NWA Central States Tag Team Championship (1) – con Takachiho
  - NWA North American Tag Team Championship (Central States version) (2) – con K.O. Kox[2][3]

- Championship Wrestling from Florida
  - NWA Brass Knuckles Championship (Florida version) (3)
  - NWA Florida Heavyweight Championship (1)
  - NWA United States Tag Team Championship (Florida version) (4) - con Bobby Duncum (1), Dick Slater (1), e Jimmy Garvin (2)

- Georgia Championship Wrestling
  - NWA Georgia Heavyweight Championship (1)
  - NWA Macon Heavyweight Championship (1)
  - NWA National Heavyweight Championship (1)

- Japan Pro-Wrestling Association
  - All Asia Tag Team Championship (1) - con Joe Carrollo

- NWA Big Time Wrestling
  - NWA Brass Knuckles Championship (Texas version) (3)
  - NWA Texas Tag Team Championship (1) - con Great Malenko

- NWA Tri-State - Mid-South Wrestling Association
  - Mid-South Tag Team Championship (1) - con Junkyard Dog
  - NWA North American Heavyweight Championship (Tri-State version) (1)
  - NWA United States Tag Team Championship (Tri-State version) (3) - con Dick Murdoch (1), Bob Sweetan (1) e Ken Patera (1)

- NWA Western States Sports
  - NWA Brass Knuckles Championship (Amarillo version) (1)
  - NWA Western States Heavyweight Championship (1)

- Professional Wrestling Hall of Fame and Museum
  - (Classe del 2020) - TV Era

- Pro Wrestling Illustrated
  - 417º nella lista dei migliori 500 wrestler singoli durante i "PWI Years" del 2003

- Southeastern Championship Wrestling
  - NWA Southeastern Heavyweight Championship (Northern Division) (3)

- Texas Wrestling Hall of Fame
  - Classe del 2013

- World Championship Wrestling (Australia)
  - IWA World Heavyweight Championship (3)
  - IWA World Tag Team Championship (1) - con Skull Murphy